# So This Is Suffering
So This Is Suffering ist eine 2007 gegründete Deathcore-Band aus Los Angeles, Kalifornien.

## Geschichte
Die Band wurde im Jahr 2007 in Los Angeles, Kalifornien gegründet und besteht nach mehreren Besetzungswechseln aus dem Sänger Rudy Flores, dem Gitarristen Robert Brown, dem Bassisten James J. Williams und dem Schlagzeuger Zechariah Gamez. Zu den ehemaligen Musikern gehören Zedadiah Martinez, welcher die Gruppe gemeinsam mit Gamez gründete, Gilbert Morales, Jon Gil und Richard Gutierrez.
Die Gruppe veröffentlichte noch im Gründungsjahr ein Demo mit drei Stücken in Eigenproduktion. Auch die beiden EPs Harlot und So This Is Suffering wurden aus eigener Tasche finanziert. Auch das 2012 veröffentlichte Debütalbum A Deathscene on Delay wurde ohne Hilfe eines Plattenlabels produziert. Nachdem die Band von Unique Leader Records unter Vertrag genommen worden war, folgte fast fünf Jahre später die Veröffentlichung des zweiten Albums Palace of the Pessimist Anfang März 2017.
Vom 8. bis 23. April 2017 tourte die Gruppe gemeinsam mit Lord of War entlang der Westküste der Vereinigten Staaten.

## Diskografie
- 2007: Demo
- 2009: Harlot (EP, Eigenproduktion)
- 2011: So This Is Suffering (EP, Eigenproduktion)
- 2012: A Deathscene on Delay (Album, Eigenproduktion)
- 2017: Palace of the Pessimist (Album, Unique Leader Records)